# The Tapscott Sessions Vol. 5
The Tapscott Sessions Vol. 5 ist ein Jazzalbum von Horace Tapscott. Die im Januar 1984 im Lobero Theatre, Santa Barbara, entstandenen Aufnahmen erschienen 1984 auf Nimbus West Records.

## Hintergrund
The Tapscott Sessions Vol. 5 war die fünfte von insgesamt acht Folgen einer Reihe von Piano-Solo-Alben, die der Pianist in den Jahren 1982 bis 1985 eingespielt hatte. Meist verband er dabei eigene und Fremdkompositionen; auf dem fünften Album spielte er „Perfumes in the Night“, das sein Mentor Samuel Browne geschrieben hatte. Samuel Rodney Browne (1908–1991) war einer der ersten afroamerikanischen Lehrer im Sekundarschulsystem von Los Angeles. Ebenso war er ein versierter Pianist, Organist und Chorleiter. Browne war Mentor für Jazzmusiker wie Dexter Gordon, O. C. Smith, Chico Hamilton, Buddy Collette, Horace Tapscott und Art Farmer; er unterrichtete neben Tapscott und Gordon auch Sonny Criss, Don Cherry an der Jefferson High School in Los Angeles; 1973 ging er in den Ruhestand. Von Browne stammt auch die Komposition „Blue Essence“, die Tapscott auf seinem ersten Solo-Album Songs of the Unsung (1978) interpretiert hatte.

## Titelliste
- Horace Tapscott: The Tapscott Sessions Vol. 5 (Nimbus West Records NS-1925)[2]

A1 Stringeurisms 10:46

A2 I'll Have One When It's Over 4:02

A3 Blues in Pirouette 4:34

B1 Perfumes in the Night (Samuel Browne) 9:55

B2 Hy-Pocket's Swan Song 8:41
Wenn nicht anders vermerkt, stammen die Kompositionen von Horace Tapscott.

## Rezeption
Scott Yanow verlieh dem Album in Allmusic drei Sterne und schrieb, für die fünfte von Horace Tapscotts Solo-Klavier-LPs für Nimbus habe dieser fünf seiner obskursten Eigenkompositionen erkundet; Tapscotts Spiel in der gesamten Reihe sei im Allgemeinen nicht so aufregend wie seine Ensemblearbeit, aber es gebe leider relativ wenig Material von dem höchst originellen Pianisten auf Schallplatte, so dass Kenner des experimentierfreudigen Jazz sehr wohl diese interessanten (wenn auch nicht wesentlichen) Veröffentlichungen in die Hand nehmen möchten.
Nach Ansicht von Frank Rubolino, der das Album in All About Jazz rezensierte, taucht eine experimentelle Seite Tapscotts in der fünften Folge vom Januar 1984 auf. Er würde die inneren Komponenten seines Instruments untersuchen, indem er den Klaviersaiten auf dem passend betitelten „Stringeurisms“ unheimliche und mysteriöse Töne entlocke. Dies sei eine seltene Gelegenheit, ihn in einer völlig befreiten und freien Ausdrucksweise zu hören, in der er der Reinheit des Klangs Vorrang vor seiner komplizierten Themenkonstruktion einräume. Dieselbe Ausdruckskraft übertrage sich auf andere Stücke der Aufnahme und mache sie zu einem offeneren und anspruchsvolleren Mitschnitt der Reihe. Dennoch würde er das reichhaltige melodische Grundgerüst, das seine Musik charakterisiert, nicht aufgeben. Diese Züge tauchten auf „Blues in Pirouette“ wieder auf.
Im Einklang mit seiner Entschlossenheit, afroamerikanische Komponisten aus Los Angeles zu präsentieren, schrieb Rubolino weiter, habe sich Tapscott Samuel Brownes „Perfumes in the Night“ vorgenommen und porträtiere es auf nostalgische Weise mit launischen, besinnlichen Verweisen auf das schöne Thema, umgeben von seinen komplizierten Ablenkungstaktiken. Die traurige Blues-Unterströmung kehre in dem hochresonanten „Hy-Pockets’ Swan Song“ zurück, wo die kaskadierende Tonalität der linken Hand auf dem Steinway-Flügel aggressiv mit der themengetränkten rechten konkurriere. Tapscott scheine bei diesem Date schweren Herzens zu sein, aber andererseits führe diese Eigenschaft oft zu seinen besten Leistungen.